# Canon EOS 550D
De Canon EOS 550D is een 18,7 megapixel-spiegelreflexcamera voor amateurfotografen. Het is de opvolger van de 500D uit 2009.
In Noord-Amerika is deze camera bekend onder de naam Canon EOS Rebel T2i en in Japan onder de naam Canon EOS Kiss X4. Deze camera werd aangekondigd en uitgebracht in februari 2010. In juni 2012 werd ze opgevolgd door de  EOS 600D / (Kiss X6i/Rebel T4i).

## Specificaties
- Aantal pixels: 18,7 megapixel
- Resolutie: 5184 x 3456 pixels
- ISO-instelling: Automatisch, ISO 100, 200, 400, 800, 1600, 3200, 6400
- AF-systeem: 9 AF-punten (f/5.6 cross type in het midden, extra gevoeligheid bij f/2.8)
- Belichtingprogramma's: Automatisch, Portret, Landschap, Close-up, Sport, Nachtportret, Geen flitser, Movie, AE-programma, AE-sluitertijdvoorkeuze, AE-diafragmavoorkeuze, Handmatig, A-DEP
- Beeldeffecten: Zwart-Wit
- Maximale videoresolutie: 1920 x 1080 pixels
- Video-opname: Ja
- Videobeelden per seconde: Full HD: 20 fps. HD: 30 fps. VGA: 30 fps
- Sluitertijdrange: 30 - 1/4000 sec.
- Lichtmeting: Meervoudig, deelmeting, spotmeting
- Belichtingscompensatie: +/- 2 EV in 1/3 of 1/2 stopwaarden
- Witbalans: AWB, Daglicht, Schaduw, Bewolkt, Gloeilamp, TL licht, Flitser,
- Type opslag: SD, SDHC
- Beeldzoeker: Optisch
- Lcd-schermafmeting: 77 mm
- Batterij: LP-E8 Li-Ion
- Verbinding met pc: USB 2.0